# Serart

Serart est un album de musique sorti en 2003, résultat d'une collaboration entre Arto Tuncboyaciyan, multi-instrumentiste arménien, et Serj Tankian, chanteur de System of a Down.
Forts de leurs multiples influences, les deux collaborateurs donnent à leur musique une impulsion qui transcende les genres. En passant de la dumb (Cinema, Save The Blonde), aux influences orientalisantes (The Walking Experiment, Narina), asiatiques (Leave Melody County Fear, Black Melon) ou africaines (Devil's Wedding, Zumba), la musique de Serart est avant tout un support pour parler en faveur de la paix et de l'amour.[réf. nécessaire] Les nombreux interludes parlés évoquent également la souffrance des Arméniens, peuple dont les deux musiciens sont originaires. Ser en arménien signifie « amour » alors qu'Art est emprunté à l'anglais, ainsi,Serart se traduirait par l'art de l'amour ou l'amour pour l'art.[réf. nécessaire]
De plus, le nom de la formation rappelle les premières lettres des prénoms de ses membres : Serj Tankian et Arto Tuncboyaciyan.[réf. nécessaire]

## Morceaux
1. Intro - 0:33
2. Cinema - 3:59
3. Devil's Wedding - 4:08
4. The Walking Xperiment - 3:33
5. Black Melon - 3:36
6. Metal Shock - 0:31
7. Save The Blonde - 3:14
8. Love Is The Peace - 2:32
9. Leave Melody Counting Fear - 3:45
10. Gee-Tar - 1:10
11. Claustrophobia - 1:36
12. Narina - 5:31
13. Zumba - 0:53
14. Facing The Plastic - 3:46
15. If You Can Catch Me - 1:03
16. I Don't Want To Go Back Empty Handed - 4:07

## Musiciens
- Serj Tankian
- Arto Tuncboyaciyan
- Shavo Odadjian (Scratch)
- Jenna Ross (Chant)